# Associazione botteghe del mondo
L'Associazione botteghe del mondo è un'associazione che si occupa di commercio equo e solidale.
Costituitasi nel 1991, si ispira ai principi universali della fratellanza e della solidarietà
umana e si batte per uno sviluppo sociale equo e dignitoso nel Sud come nel Nord del mondo.
L'associazione è ora una rete di 130 enti giuridici soci, per un totale di 350 punti vendita.
Ferma restando la salvaguardia di ogni differenza etnica, culturale e religiosa, si propone di coordinare Botteghe, cooperative ed associazioni che si occupano di commercio equo e solidale già operanti e di favorirne la nascita di nuove, cercando così di accrescere la coscienza civile sulle problematiche legate allo sviluppo e di modificare i rapporti di sfruttamento e ingiustizia che regolano il commercio tra il Nord e il Sud.
Assobotteghe è membro fondatore di NEWS!, mediante il quale sviluppa collegamenti e scambi
con le altre associazioni europee delle Botteghe.